# Ratchet and Clank (jeu vidéo, 2002)
Vous lisez un « article de qualité » labellisé en 2012.
Pour la série de jeux, voir Ratchet and Clank.
Pour le remake, voir Ratchet and Clank (jeu vidéo, 2016).
Ratchet and Clank (Ratchet & Clank) est un jeu vidéo de plates-formes, de tir en vue à la troisième personne et d'action développé par Insomniac Games et édité par Sony Computer Entertainment en 2002 sur PlayStation 2. Le jeu est réédité pour la gamme The Best le 3 juillet 2003, pour la gamme Platinum le 22 août 2003 et pour la gamme Greatest Hits le 4 novembre 2003. C'est le premier épisode de la série Ratchet and Clank.
L'histoire du jeu suit Ratchet, un lombax, et Clank, un robot, qui se sont rencontrés sur Veldin, la planète où a grandi Ratchet (mais sa planète natale est Fastoon). Clank découvre que Drek, le président de la race des blargs envisage de créer une nouvelle planète pour sauver son espèce, entraînant la destruction des autres planètes de la galaxie. Le robot persuade Ratchet de l'aider dans sa quête et de trouver de l'aide auprès du capitaine Qwark, mais ils découvrent rapidement qu'ils doivent sauver la galaxie par leurs propres moyens.
Le jeu offre un large éventail d'armes et de gadgets que le joueur doit utiliser pour vaincre les nombreux ennemis et résoudre les diverses énigmes éparpillées dans la galaxie fictive de Solana. Le titre comprend également plusieurs mini-jeux, comme des courses ou des ouvertures de serrures que le joueur doit réaliser pour progresser. Ratchet and Clank est accueilli favorablement par la critique, qui a salué les graphismes et la qualité du gameplay, ainsi que le style humoristique du scénario, axé sur la science-fiction.

## Trame

### Univers
Le jeu se déroule dans un univers de science-fiction futuriste, à l'échelle d'une galaxie. Ratchet et Clank voyagent de planète en planète et parcourent des environnements variés. Les héros traversent des planètes futuristes comme Kalebo III dans laquelle des véhicules volants côtoient les gratte-ciel, la station balnéaire paradisiaque de la planète Pokitaru et la forêt d'Eudora. Des environnements du jeu sont néanmoins plus sombres, tels la planète Orxon, terre natale des blargs extrêmement polluée où l'eau des rivières a laissé place à de l'acide, ou encore la planète Oltanis, terre venteuse en ruines, ainsi que le champ de bataille de Batalia. En plus des planètes, les héros se rendent dans trois stations spatiales. Au total, dix-huit niveaux sont à parcourir.

### Personnages
Les héros du jeu sont Ratchet, un lombax exerçant le métier de mécanicien, vivant sur la planète Veldin et souhaitant quitter sa planète natale, et Clank, numéroté initialement B5429761, un robot conçu à la suite d'une erreur de fabrication sur la planète Quartu dans les chaînes de production du Président Drek. S'il est présenté comme quelqu'un de responsable, d'honnête et ayant une conscience analytique, Clank est également idéaliste, ce qui est présenté comme un trait de caractère hors du commun pour un robot. Cet idéalisme le poussera à s'échapper de sa planète natale pour aller trouver de l'aide pour contrer les plans de Drek. Ratchet est, quant à lui, décrit comme étant farceur et rêveur, bien qu'il soit aussi d'un naturel excessif et impulsif, le rendant insouciant face au danger.
L'antagoniste principal du jeu est le Président Drek, un blarg dont la planète natale, Orxon, est surpolluée et surpeuplée, et qui construit une planète artificielle en détruisant les astres alentour afin de sauver son espèce. Drek est décrit comme un dictateur comploteur et manipulateur qui parle et qui pense vite, prêt à éliminer quiconque se mettra en travers de son chemin. Il est aidé par le Capitaine Qwark, un super-héros d'apparence humaine au sourire éclatant. Qwark est présent dans des publicités vantant tout un tas de produits à travers la galaxie et ses aventures galactiques sont programmées toutes les semaines à la télévision, lui assurant ainsi la fortune et l’admiration du public. Souhaitant conserver son image, il devient le porte-parole officiel de Drek.

### Scénario
Sur Veldin, un Lombax nommé Ratchet vient de finir la construction de son vaisseau spatial lorsqu'un robot, Clank, s'écrase près de sa maison. Ratchet sort le robot de l'épave de son vaisseau et le ramène chez lui. Le robot lui montre un enregistrement du président de l'espèce des Blargs, Drek, qui explique que leur planète natale est devenue inhabitable à cause de la pollution et de la surpopulation. La solution de Drek est de construire une nouvelle planète pour sa race en extrayant des grands morceaux des autres planètes, entraînant ainsi leur destruction. Craignant que Drek ne veuille détruire la galaxie, Clank demande à Ratchet de l'aider à trouver le capitaine Qwark, un super-héros célèbre dans la galaxie, qui serait en mesure d'arrêter le président Blarg. Ratchet, qui souhaite quitter sa planète natale, ne peut pas faire décoller son vaisseau sans un élément essentiel : un système d'allumage robotique. Le robot, qui est équipé de ce système, propose d'aider le Lombax à démarrer son vaisseau en échange de son aide. Lors de leur premier voyage qui les mène sur la planète Novalis, Ratchet renomme le robot Clank.
Les deux héros retrouvent le capitaine Qwark sur la planète Rilgar. Ce dernier les encourage à prouver leur statut de héros en réalisant un dangereux parcours d'obstacle dans son quartier général sur la planète Umbris. Après avoir terminé avec succès cette épreuve, Clank, entraînant avec lui Ratchet, se laisse piéger par Qwark qui les envoie dans une caverne. Là, il révèle aux héros qu'il travaille pour Drek afin de devenir le porte-parole de la future planète des Blargs. Qwark laisse ensuite les deux compères lutter contre une monstrueuse bête.
Après avoir vaincu le monstre, Ratchet se montre de plus en plus hostile et amer à l'égard de Clank, mécontent que ce dernier laisse Qwark s'échapper à si bon compte. Le robot demande au Lombax de poursuivre leur quête et faire face à Drek, mais celui-ci ne souhaite que se venger de Qwark. Plus tard, Ratchet obtient sa revanche sur Qwark lors d'une bataille spatiale. Les deux héros apprennent immédiatement après que Drek a attaqué Oltanis, une planète voisine. Voyant la dévastation que laisse Drek derrière lui, Ratchet comprend enfin qu'il doit être arrêté et fait équipe avec Clank, admettant qu'il était égoïste à ne penser qu'à se venger de Qwark.
En combinant leurs efforts, Ratchet et Clank découvrent que Drek a développé une arme, le déplanétiseur. Drek souhaite l’utiliser pour détruire Veldin, la planète natale de Ratchet, qui occupe l'orbite parfaite pour sa planète nouvellement construite, ce qui fait enrager le Lombax. Sur Veldin, les deux héros rencontrent Drek, qui est sur le point de détruire la planète. Là, le président blarg révèle que c'est lui qui a pollué la terre natale de son espèce et qu'il envisage de faire la même chose, une fois qu'il aura vendu tout l'espace disponible sur sa nouvelle planète, afin de gagner encore plus d'argent. Un combat s'ensuit, après quoi Drek est vaincu. Ce dernier est projeté sur sa planète artificielle, que Ratchet détruit avec le déplanétiseur. Sa destruction entraîne une chute de météorites sur Veldin, projetant les deux compères hors de la plate-forme du déplanétiseur. Clank parvient à s'accrocher au rebord et à attraper Ratchet, mais l'effort qu'il réalise en supportant le poids de ce dernier provoque de lourds dommages au bras du robot. Les deux héros tombent dans le vide, puis Clank utilise son propulseur afin de ralentir la chute de Ratchet et de lui-même, les sauvant d'une mort certaine. Ensuite, il semble que le Lombax quitte le robot et s'en aille, mais revient finalement et propose à Clank de réparer son bras. Le jeu se termine sur Ratchet et Clank marchant ensemble, devenus maintenant amis.

## Système de jeu
Le principal personnage jouable est Ratchet, que le joueur contrôle en vue à la troisième personne (un mode de vue à la première personne est cependant également disponible). Le joueur traverse des environnements divers avec une grande collection d'armes et de gadgets insolites, qu’il peut utiliser pour vaincre les ennemis et franchir les différents obstacles. Trente-cinq armes et gadgets peuvent être achetés ou trouvés au cours du jeu.
Le joueur commence la partie avec seulement deux armes : la Super Clé 8000, une clé à molette permettant des attaques au corps à corps simples pouvant également servir à résoudre des énigmes présentes dans l'environnement, et le Gant à bombe, un lance-grenades à courte portée. Comme un certain nombre de missions peuvent être accomplies dans les différentes planètes du jeu, d'autres armes et gadgets sont disponibles au fil de la progression, comme le Pyrolanceur, un lance-flammes à courte portée, le Plasmo-Mitrail, un pistolet automatique ou encore l'Aspiro-Canon, une arme permettant d'aspirer les petits ennemis et de les transformer en projectiles. Les armes sont soit trouvées, soit achetées avec des boulons, la monnaie du jeu. La Super Clé 8000 est l'arme de mêlée standard pour le combat rapproché et est l'arme par défaut de Ratchet. Les autres armes ne peuvent pas être utilisées en même temps mais sont toutes disponibles dans l'inventaire du joueur.
Les boulons peuvent être trouvés dans des caisses, tout comme les munitions pour les armes, ou peuvent être laissés par les ennemis vaincus, ou être récupérés en explorant les niveaux. Le joueur peut acheter des munitions pour la majorité des armes, bien que certaines n'en nécessitent pas pour fonctionner. Les magasins, qui vendent les armes et leurs munitions, sont situés à des points stratégiques tout au long des niveaux.  Après avoir terminé le jeu, une interface apparaît, indiquant au joueur le nombre de boulons et armes en or obtenus, ainsi que les points de compétence débloqués. Il lui est alors laissé la possibilité de soit recommencer une nouvelle partie, soit de revenir à la séquence précédent le combat contre Drek, le boss final. Le fait de démarrer une nouvelle partie apporte la possibilité de garder l'intégralité des armes, boulons, et améliorations de nanotech obtenues, ainsi que quelques gadgets.
Il est également possible d'acheter des armes en or, des versions plus puissantes d'armes déjà existantes, grâce aux boulons en or, des gros boulons disséminés dans chaque planète. Le système de santé du jeu, la nanotechnologie, commence avec quatre bulles de santé permettant de prendre trois coups sans mourir, mais des mises à niveaux peuvent être obtenues, ce qui donne au joueur un total de huit points de vie.
Afin de pouvoir accéder à une nouvelle planète, le joueur doit obtenir un inforobot, un objet robotique contenant les coordonnées du lieu où doit se rendre les héros. Le plus souvent, les inforobots doivent être achetés ou sont obtenus gratuitement auprès d'un habitant d'une planète précédente. Pour se rendre sur la planète obtenue, le joueur doit se rendre dans le vaisseau spatial, qui se trouve généralement au début du niveau. Là, le joueur choisit la planète où il veut se rendre tout en consultant la carte du lieu choisi et les missions à effectuer.
Habituellement, Clank se déplace sur le dos de Ratchet, agissant comme un dispositif de jet-pack. Cependant, Clank peut devenir un personnage jouable lorsque Ratchet est incapable d'explorer certaines zones. Celui-ci peut contrôler des robots-gadgets, des petits robots semblables à Clank, qui peuvent effectuer certaines actions pour lui. Des compétitions, sous la forme de course d'hoverboard, apparaissent également dans le jeu. Certaines d'entre elles sont nécessaires pour progresser dans le jeu tandis que d'autres sont facultatives. Un niveau de combat spatial, et un niveau où un vaisseau contrôlé par le joueur navigue entre des tourelles de défense sont également présents. Des missions consistant à ouvrir des portes, étendre des ponts ou élever des plates-formes apparaissent dans la plupart des niveaux.

## Développement

### Le projetGirl with a stick

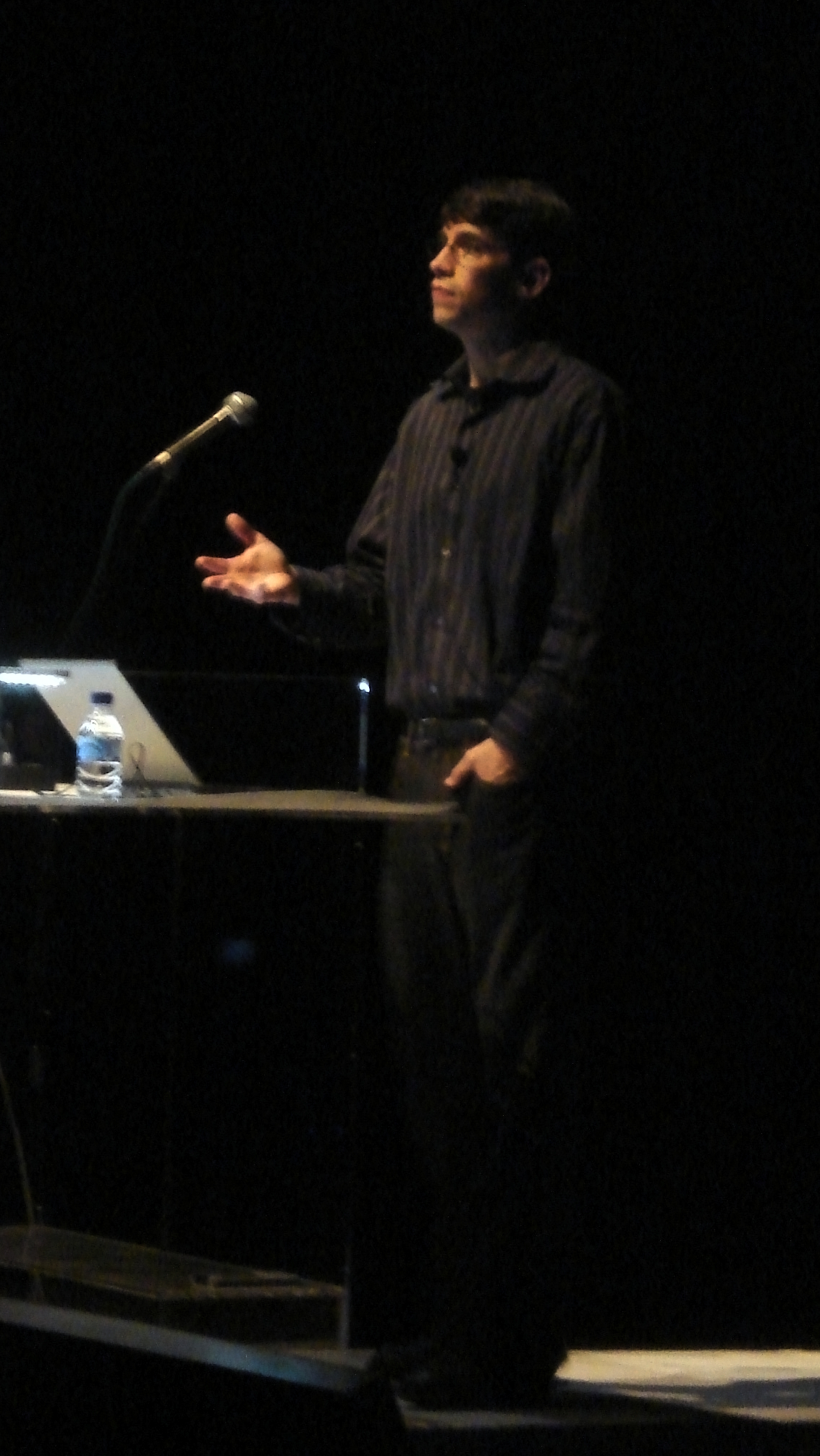
Ted Price (ici en 2006), le président directeur général d'Insomniac Games.

Après le travail effectué sur la série Spyro the Dragon, Insomniac Games projette de créer un jeu d'aventure afin de concurrencer les séries Tomb Raider et The Legend of Zelda. En effet, Ted Price, le président directeur général de la société américaine explique qu'après « plusieurs années à faire simplement des suites, l'opportunité de travailler sur quelque chose de nouveau est très excitante ». Pendant le développement de Spyro: Year of the Dragon, le studio entame le projet I-5 (Insomniac Games # 5), également nommé en interne Girl with a stick, où l'héroïne est une jeune fille évoluant dans les ruines du peuple maya, dont l'arme est un long bâton lui permettant notamment de se battre contre des créatures fantastiques et d'utiliser des pouvoirs magiques. Le directeur créatif, Brian Allgeier, dit s'être inspiré des deux jeux que le studio souhaite concurrencer.
Le projet, déjà bien avancé, est présenté à plusieurs reprises chez Insomniac Games, mais l'éditeur Sony Computer Entertainment et le personnel du développeur américain lui-même doutent du succès de ce possible nouveau jeu, d'autant plus que la concurrence dans le secteur des jeux d'aventures est forte. John Fiorito estime que si ce projet est une « jolie fantaisie » et s'apparente à un jeu de rôle, il n’est néanmoins « pas très amusant ».
Le projet est finalement abandonné après six mois de travail.

### Conception deRatchet and Clank
À la suite de l'échec du projet Girl with a stick, Brian Hastings imagine un extraterrestre reptilien capable de voyager de planète en planète en recueillant des armes et des gadgets pendant son périple. La forme définitive de Ratchet a été décidée après que ce dernier emprunte les traits de différentes créatures terrestres, comme notamment un chien, un rat ou encore un homme des cavernes. Les traits d'un félin sont finalement adoptés en raison du sentiment d'agilité que donne cette espèce animale,.
Une autre idée était que des petits robots attachés à Ratchet puissent effectuer certaines fonctions. Cependant, Insomniac Games s’aperçoit que la présence de trois petits robots complique et rend confuse l’apparence de Ratchet, ce qui les amène à ne créer qu'un seul robot, Clank,. De l'aveu des développeurs, les influences sont nombreuses : Le Petit Prince, Marvin le Martien, Le Géant de Fer, Super Mario 64 et The Legend of Zelda ainsi que Calvin et Hobbes,.
La préproduction de Ratchet and Clank débute en mars 2001 avec une équipe de trente-cinq personnes. La production du jeu commence quant à elle en novembre 2001, et à la fin du projet, l'équipe de développement est passé à quarante-cinq personnes.
Très peu d'éléments ont été retirés dans le produit final, hormis quelques armes et gadgets, qui n'étaient pas considérés comme « amusants ». Parmi les armes supprimées, il y a le Revolverator, un pistolet servant à empaler les ennemis et les faire tourner autour de Ratchet, et le Maquereau 1000, une arme en forme de poisson similaire à la Super Clé 8000. Initialement, Insomniac Games, inspiré par l'univers du dessin animé, avait prévu de créer environ soixante-dix armes et gadgets, mais en a finalement conservé une trentaine,. Selon Brian Hastings, la sortie de Grand Theft Auto III en 2001, a amené l'équipe à réimaginer la façon d'utiliser les gadgets et les armes au cours de l'exploration d'un monde ouvert, pour « permettre aux joueurs de trouver leur propre plaisir et d'aborder le gameplay de leur propre manière créative ».

### Collaboration avec Naughty Dog

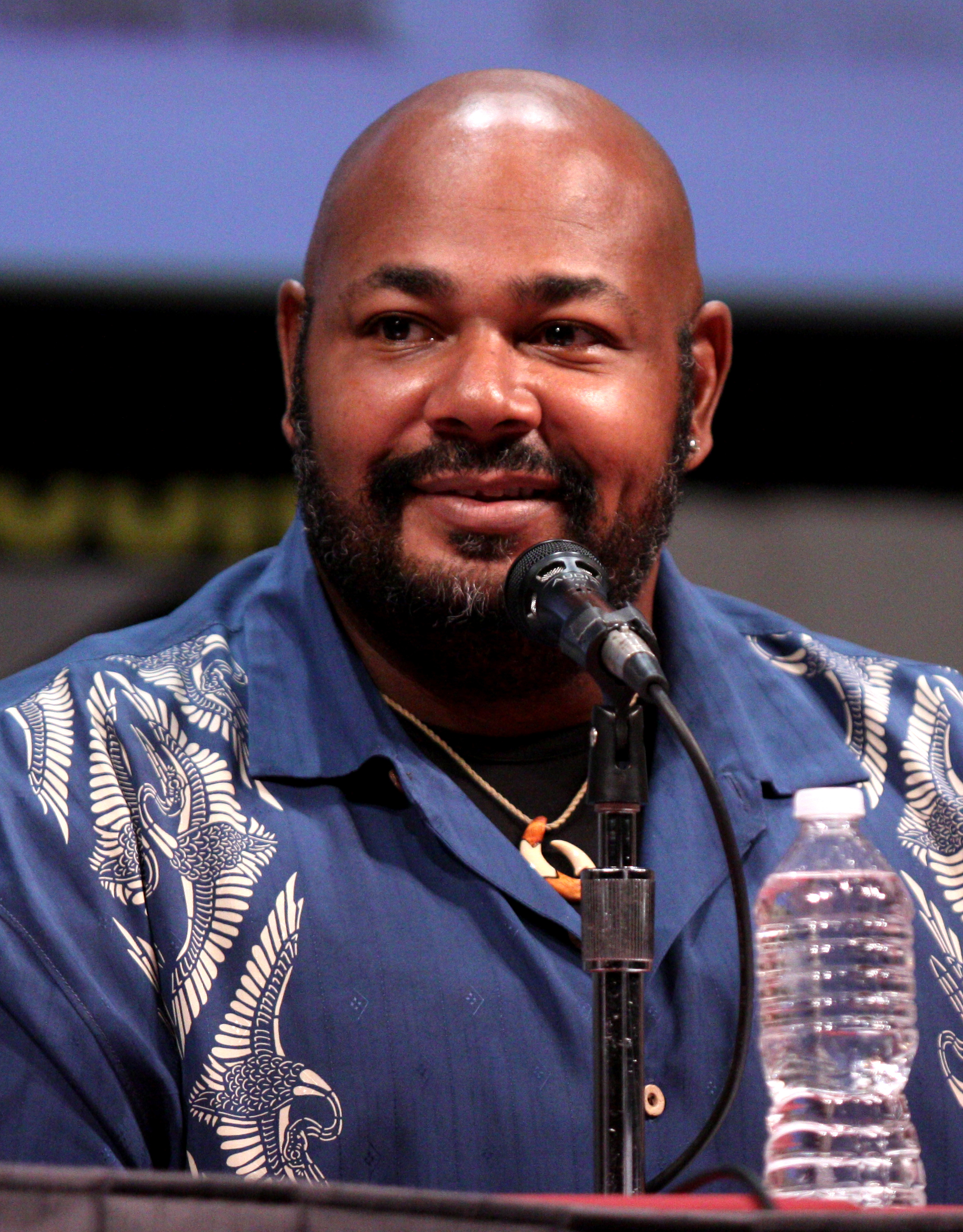
Kevin Michael Richardson (ici en 2011) est la voix américaine de Drek.

Le studio de développement Naughty Dog propose alors à Insomniac Games d'utiliser le moteur de leur dernier jeu, Jak and Daxter: The Precursor Legacy, à la condition que la société de Ted Price partage les améliorations qu'elle lui apportera. Insomniac Games accepte et développe la technologie du moteur de jeu, tandis que certains moteurs de rendus très importants sont développés par Naughty Dog. Commentant l'aide du studio rival, Ted Price déclare que « la générosité de Naughty Dog [leur] a donné un grand coup de pouce et [leur] a permis de tirer des perspectives énormes pour ce jeu ».
En septembre 2006, Ted Price précise la position d'Insomniac Games sur la technologie du moteur de Ratchet and Clank et mentionne les moteurs de rendus partagés avec Naughty Dog : « Nous avons toujours développé notre propre technologie nous-mêmes. Cela a été un peu frustrant pour nous d'entendre les gens dire : « le jeu d'Insomniac est exécuté par le moteur de Naughty Dog ». Les gens pensaient que nous utilisions son moteur pour Ratchet and Clank, mais ce n'est pas vrai. Nous avons partagé des technologies avec Naughty Dog dans le passé, et c'était génial, mais nous sommes une entreprise qui travaille dans le développement d'une technologie qui lui est propre et nous continuerons dans cette voie ».

## Bande-son
La musique de Ratchet and Clank a été composée par David Bergeaud, qui a notamment participé à la réalisation de la bande-originale de Jurassic Park et celle de Disruptor, le premier jeu vidéo du studio Insomniac Games. Avec 42 morceaux de musique, la bande-originale possède une durée totale de 3 heures et 55 minutes.
Pour ce qui est de la distribution, Mikey Kelley prête sa voix à Ratchet, Clank est interprété par David Kaye tandis que Jim Ward est la voix du Capitaine Qwark et Kevin Michael Richardson celle du président Drek.

## Commercialisation
Le 17 avril 2002, Sony Computer Entertainment annonce la sortie du jeu pour le mois de novembre de la même année. Les observateurs font remarquer qu'Insomniac Games, bien que dans la continuité du jeu de plates-formes par rapport à la série Spyro the Dragon, intègre des éléments issus de l'univers des jeux de rôle et des jeux d'aventure.
Deux vidéos de démonstration de Ratchet and Clank sont présentées à l'Electronic Entertainment Expo 2002, tenue du 21 au 24 mai à Los Angeles. Le système de jeu, qui rappelle à certains égards celui de Super Mario World, fait alors pressentir aux spécialistes que la nouvelle création d'Insomniac Games va être l'un des principaux jeux de plates-formes de l'année avec Sly Raccoon, dont la sortie est également prévue pour l'automne.
Le jeu paraît, sur PlayStation 2, en Amérique du Nord le 4 novembre 2002, puis le 8 novembre en Europe et le 3 décembre de la même année au Japon. Il est réédité au Japon le 3 juillet 2003, puis le 2 novembre 2005 dans la gamme PlayStation 2 the Best. En Europe, il est réédité dans la gamme Platinum le 22 août 2003 et en Amérique du Nord dans la gamme Greatest Hits à partir du 4 novembre 2003.
Ratchet and Clank est réédité sur le PlayStation Network, pour une utilisation sur PlayStation 3, en juin 2012, puis sur PlayStation Vita, en juillet 2014,.
Le 20 mars 2009, Insomniac Games publie en Europe Ratchet & Clank Triple Pack, une compilation réunissant Ratchet and Clank, Ratchet and Clank 2 et Ratchet and Clank 3, les trois premiers jeux de la série développés pour PlayStation 2.

## Accueil

### Critiques générales
Ratchet and Clank a reçu des critiques généralement favorables. Après avoir un peu essayé le jeu, le site américain GameSpot estime que celui-ci possède « d'excellents graphismes, un gameplay varié et un bon maniement ». L'utilisation des armes, plutôt que de simples attaques au corps à corps, a été décrit comme l'une des principales caractéristiques qui démarquent le jeu d'Insomniac Games des autres jeux de plates-formes. Le mensuel américain Computer and Video Games estime que l'utilisation de la clé à molette de Ratchet est très satisfaisante et que chaque fois qu'un ennemi est frappé avec une arme lourde, les sons et les sensations semblent réelles. GameSpot remarque également que le joueur n'a pas besoin d'emprunter plusieurs fois le même chemin, ce qui est inhabituel dans les jeux de plates-formes. Le site français Jeuxvideo.com indique que Ratchet and Clank « se place au sommet des jeux de plates-formes sur PlayStation 2 » tandis que son homologue Gamekult considère ce jeu comme l'un des « tout meilleurs titres du genre » sur la PlayStation 2. GameHope.com qualifie le titre d'un des meilleurs jeu de plates-formes de la PlayStation 2.

### Critiques des graphismes
Les critiques ont salué les graphismes du jeu, soulignant en particulier la conception des arrières-plans, jugés de haute qualité pour un jeu de l'époque. Le site anglophone GameSpy applaudit des graphismes « hallucinants » tandis que GameSpot salue des fréquences d'images lisses. Gavin Frankle d'AllGame apprécie les textures nettes et variées du jeu bien que l'on rencontre des environnements familiers comme la neige, le feu ou les tropiques. Gamekult note des personnages très bien modélisés et apprécie des décors « magnifiques et hauts en couleur », avec une profondeur de vue « bluffante » tout en soulignant que la technologie de Ratchet and Clank a déjà un an lors de la sortie du jeu. Jeuxvideo.com salue enfin « des niveaux vastes, beaux et toujours remplis de mille détails qui leur donnent beaucoup de vie » et indique que les animations des personnages se rapprochent du dessin animé.

### Critiques dugameplay
Le site français Jeuxvideo.com salue « un gameplay riche et varié servi par une jouabilité exemplaire » alors que Gamekult note que Ratchet and Clank est « pour le moins dynamique », et apprécie la maniabilité et la caméra du jeu, mais juge que la progression est « un peu facile ». IGN n'hésite pas à comparer le jeu d'Insomniac Games avec son principal rival, Jak and Daxter: The Precursor Legacy, indiquant que ce dernier possède une intelligence artificielle mieux réalisée que celle de Ratchet and Clank, mais que celle-ci est plus comique et plus sophistiquée. Chez Eurogamer, on juge que la caméra est parfois « idiote », en particulier lors des combats contre les boss, où celle-ci est constamment centrée sur l'ennemi et ne peut donc pas être dirigée librement. Le mensuel américain Computer and Video Games souligne enfin que bien qu'il y ait beaucoup de défis à réaliser pour terminer un niveau, il est très rare qu'il n'y ait pas d'ennemis à vaincre.

### Critiques du scénario et des personnages
Le scénario reçoit des avis mitigés de la part des critiques. GameSpy déplore un jeu prévisible, ennuyeux et fade. Jeuxvideo.com salue en revanche des scènes « à l'humour très prononcé » bien que le scénario soit « assez sommaire », tandis que Gamekult estime que l'univers de Ratchet and Clank manque de personnalité. AllGame se penche également sur un autre aspect du jeu et estime qu'il est difficile de s'attacher aux héros du jeu d'Insomniac Games. D’après le média anglophone, Ratchet est un « adolescent typique qui ne veut que l'excitation et l'aventure » alors que Clank est le symbole du « stéréotype intellectuel, étouffant et prude », jugeant ainsi que Jak et Daxter, les héros du jeu de Naughty Dog, sont infiniment plus sympathiques.

### Critiques de la bande-son
La bande-son de Ratchet and Clank reçoit également de bonnes critiques. IGN estime que les voix des personnages et des autres éléments audio sont généralement bien faits. AllGame semble déçu de la bande-son, soulignant que celle-ci ne se distingue pas des autres jeux de plates-formes, mais apprécie le doublage des personnages qui pourrait convenir à un dessin animé. Quant à chez GameSpy, on apprécie une musique « fantastique », qui permet de faire ressentir la tension sans toutefois renoncer au ton enjoué et optimiste de la bande-son. Du côté de la critique francophone, le site Jeuxvideo.com trouve la musique du jeu « sympathique sans plus », préférant un doublage « parfaitement interprété ». Gamekult estime enfin que les musiques du jeu sont le point faible de Ratchet and Clank, soulignant qu'elles ne renforcent pas l’ambiance générale du jeu, mais se console avec des bruitages de qualité qui accompagnent « à merveille » les phases de combat.

### Ventes et récompenses
En juillet 2006, Ratchet and Clank a été écoulé à 1,1 million d'exemplaires aux États-Unis : classé quarante-neuvième jeu vidéo le plus vendu sur ce territoire depuis janvier 2000, il a généré 31 millions de dollars de recettes. En juillet 2007, Insomniac Games annonce avoir vendu un total de 3,7 millions de copies de ce jeu dans le monde.
Ratchet and Clank a reçu le titre de jeu d'action et plates-formes de console de l'année lors de l'édition 2003 de l'Interactive Achievement Awards et a été nommé notamment dans les catégories jeu de console de l'année et jeu de l'année. Le jeu a également reçu un Gold Award la même année par Sony Computer Entertainment pour avoir vendu plus de 500 000 exemplaires.

## Postérité
Le succès de Ratchet and Clank a permis à Insomniac de développer trois suites sur PlayStation 2 : Ratchet and Clank 2 en 2003, Ratchet and Clank 3 en 2004 et Ratchet: Gladiator en 2005. La série connaît deux spin-off en 2007 et 2008 avec la sortie de Ratchet and Clank : La taille, ça compte et Secret Agent Clank sur PlayStation Portable, puis sur PlayStation 2. À partir de 2007, la série a continué à se développer sur PlayStation 3,,,,.
En 2012 est sorti The Ratchet & Clank Trilogy, une compilation des trois premiers jeux de la série retravaillés en haute définition et compatibles avec la 3D stéréoscopique.
En 2016 est sorti Ratchet and Clank sur PlayStation 4, un remake du premier épisode rajoutant des éléments inédits et liés au film Ratchet et Clank.
Le 13 avril 2016, le film Ratchet et Clank sort au cinéma.

### Citations du jeu
1. ↑  Président Drek : « Très cher habitants de Novalis. Nous, les Blargs, avons un léger problème. Notre planète est devenue complètement inhabitable, elle est polluée, surpeuplée et intoxiquée. Mais moi, président Drek, j'ai la solution. Grâce aux meilleurs composants planétaires disponibles, nous travaillons actuellement à un monde parfait. Vous vous demandez certainement en quoi cela vous concerne ? Grâce à une technologie ultra sophistiquée, que vous ne comprendriez sûrement pas, nous allons extraire tout ce que nous pouvons de votre planète pour l'intégrer à la nôtre. Hélas, ce changement massif va entraîner un petit dérèglement de votre planète, elle dérivera jusqu'au soleil où elle explosera, et se transformera en une boule de gaz incandescente. Mais certains sacrifices sont nécessaires. Merci de votre coopération. »
2. ↑  « Ratchet : Il me manque un composant essentiel du vaisseau. - Clank : Le système d'allumage robotique. - Ratchet : Comment tu sais ça toi ? - Clank : Il se trouve monsieur que je suis équipé du tout dernier système d'allumage robotique. Ma programmation permet de démarrer tous les vaisseaux. - Ratchet : Attends, si je t'emmène... là où tu veux aller, tu fais démarrer mon vaisseau, c'est ça ? - Clank : J'allais vous le proposer. »
3. ↑  « Ratchet : Et toi, c'est quoi ton nom ? - Clank : Mon nom de série est B542... - Ratchet : Bon bah je t’appellerai juste Clank, c'est plus court. »
4. ↑  Capitaine Qwark : « Retrouvez-moi à mon QG. »
5. ↑  Capitaine Qwark : « Je suis le nouveau porte-parole officiel de Drek. Et il n'est pas question que vous compromettiez mon retour. »
6. ↑  Ratchet : « Il est pas là pour nous aider, il va nous tuer. - Capitaine Qwark : Tu piges vite, dis-moi. Mais il y a juste une petite erreur dans ton analyse : ce n'est pas moi qui vais vous tuer. (Montrant la bête) Non, c'est lui. »
7. ↑  Clank : « Les vaisseaux de Drek sont en train de détruire la planète. Il faut aider ce commandant. - Ratchet : J'espère que tu plaisantes, j'en ai marre, j'me casse ! Le capitaine Qwark va regretter de m'avoir cherché. »
8. ↑  Ratchet : « Qwark, c'est de l'histoire ancienne ! »
9. ↑  Ratchet : « Tu sais, en fait, tu avais peut-être raison. Toi et moi, on fait pas le poids face à tout ça. J'étais vraiment égoïste de me focaliser sur Qwark. »
10. ↑  Président Drek : « Chers amis blargs, notre monde artificiel est opérationnel et prêt à vous accueillir. Mais il y a encore une toute petite chose qui nous barre la route : (Désignant la planète Veldin) ce minable petit grumeau de planète. Il a la malchance de se trouver sur l'orbite la plus parfaite, l'imbécile... Mais plus pour longtemps ! Voici le déplanétiseur, le laser le plus puissant jamais inventé ! Bientôt, nous placerons le déplanétiseur juste au-dessus de la surface de la planète. Je me chargerai bien entendu moi-même d'appuyer sur le bouton pour faire voler ce grumeau en éclats ! »
11. ↑  « Ratchet : Drek va comprendre qu'il aurait jamais du s'en prendre à ma planète ! »
12. ↑  « Clank : Il doit y avoir une autre façon de reloger vos compatriotes. - Président Drek : Tu crois que ça se résume à ça ? D'après toi, qui a pollué notre ancienne planète ? Moi ! Et tout ça pour la seule chose qui compte vraiment : l'argent qui coule à flots. En fait, j'ai vendu chaque centimètre carré de mon nouveau monde. Dès que les habitants s'y seront installés, je le polluerai de la même façon. Et ce sera à nouveau le règne du chaos. »
13. ↑  Ratchet : « Clank, tu penses que tu peux nous remonter, là ? - Clank : Le mécanisme de mon bras semble être cassé. - Ratchet : Comment ça, cassé ? Cassé comme dans « on va se fracasser » ? - Clank : Euh… Ouais. »
14. ↑  Clank : « Mon bras semble être très très endommagé. - Ratchet : Oh, ça se répare, ça. (Partant, Clank s'en allant ensuite de son côté) Ratchet (Revenant près de Clank) : Alors, boîte de conserve ? Où est-ce que tu vas comme ça, petit bonhomme ? Euh… T'as pas un bras à réparer ? »

### Manuel d'utilisation
- Russel Coburn, Ratchet & Clank : Manuel d'utilisation, Sony Computer Entertainment, 2002

1. ↑  Russel Coburn, Ratchet & Clank : Manuel d'utilisation, Sony Computer Entertainment, 2002, p. 1.
2. 1 2  Russel Coburn, Ratchet & Clank : Manuel d'utilisation, Sony Computer Entertainment, 2002, p. 2.
3. ↑  Russel Coburn, Ratchet & Clank : Manuel d'utilisation, Sony Computer Entertainment, 2002, p. 17
4. ↑  Russel Coburn, Ratchet & Clank : Manuel d'utilisation, Sony Computer Entertainment, 2002, p. 18
5. 1 2  Russel Coburn, Ratchet & Clank : Manuel d'utilisation, Sony Computer Entertainment, 2002, p. 21
6. ↑  Russel Coburn, Ratchet & Clank : Manuel d'utilisation, Sony Computer Entertainment, 2002, p. 16
7. ↑  Russel Coburn, Ratchet & Clank : Manuel d'utilisation, Sony Computer Entertainment, 2002, p. 13
8. ↑  Russel Coburn, Ratchet & Clank : Manuel d'utilisation, Sony Computer Entertainment, 2002, p. 11 et 12
9. ↑  Russel Coburn, Ratchet & Clank : Manuel d'utilisation, Sony Computer Entertainment, 2002, p. 7

### Autres références
- (en) Cet article est partiellement ou en totalité issu de l’article de Wikipédia en anglais intitulé « Ratchet & Clank (video game) » (voir la liste des auteurs).

1. ↑  (en) « Ratchet & Clank et Interview », sur gameplanet.co.nz, 14 décembre 2002 (consulté le 6 août 2012)
2. ↑  « Test du jeu vidéo Ratchet & Clank », sur emunova.net (consulté le 15 août 2012).
3. ↑  (en) Chris Roper, « The Weapons of Ratchet and Clank », sur ign.com, 25 octobre 2002 (consulté le 12 août 2012)
4. 1 2 3 4 5 6  (en) Gavin Frankle, « Ratchet & Clank - Review », sur AllGame, 2002 (consulté le 20 août 2012)
5. ↑  (en) Andrew Yoon, « Insomniac details canceled 'Girl With a Stick' project », sur joystiq.com, 28 mai 2010 (consulté le 19 août 2012)
6. 1 2  (en) « Girl with a stick », sur ign.com, 30 octobre 2007 (consulté le 19 août 2012)
7. ↑  « Insomniac Games, gage de qualité malgré quelques ratés », sur Jeuxvideo.com (consulté le 19 août 2012)
8. ↑  (en) Michael McWhertor, « See Insomniac’s Canceled Game, Girl With A Stick », sur kokatu.com, 27 mai 2010 (consulté le 19 août 2012)
9. 1 2 3  Rus McLaughlin, « IGN Presents The History of Ratchet and Clank », sur ign.com, 30 octobre 2007 (consulté le 20 août 2012)
10. 1 2 3  (en) Durwin Talon, Comics About Ground : How Sequential Art Affects Mainstream Media, TwoMorrows Publishing, 2004, 169 p. (ISBN 1-893905-31-4, lire en ligne), p. 80-82
11. ↑  (en) Dan Dawkins, « “We made a four-page manual on crate stacking”: Ratchet and Clank’s creators on the lessons of their 15-year success story », sur GamesRadar+, 26 mars 2018 (consulté le 6 octobre 2020)
12. ↑  (en) Austin Wood, « Ratchet and Clank's original pitch was inspired by Calvin and Hobbes » , sur gamesradar.com, 6 juillet 2021 (consulté le 3 octobre 2023)
13. 1 2  (en) Big Gaz, « Ratchet and Clank Interview », sur gameplanet.co.nz, 14 décembre 2002 (consulté le 20 août 2012)
14. ↑  (en) Andrew Kiya, « How Grand Theft Auto 3’s Open World Influenced Ratchet & Clank and Resident Evil 7 », sur playstationlifestyle.net, 3 novembre 2021 (consulté le 4 novembre 2021)
15. ↑  (en) « Postmortem: Insomniac Games' Ratchet and Clank », sur Gamasutra, 13 juin 2003 (consulté le 20 août 2012)
16. ↑  (en) Chris Slate, « PS3 Trailblazing: PSM Chats With Ted Price, President of Insomniac Games », Independant PlayStation Magazine,‎ septembre 2006
17. ↑  (en) « David Bergeaud - Biography », sur musipolis.com (consulté le 21 août 2012)
18. ↑  (en) « Disruptor (Playstation) », sur mobygames.com (consulté le 16 octobre 2016)
19. 1 2  « Ratchet & Clank: Original Soundtrack (OST) (2002) », sur senscritique.com (consulté le 5 novembre 2021)
20. ↑  (en) « THE RATCHET & CLANK CAST », sur behindthevoiceactors.com (consulté le 5 novembre 2021)
21. ↑  (en) « Ratchet and Clank », sur ign.com, 18 avril 2002 (consulté le 29 mai 2017)
22. ↑  (en) « E3 2002 : Ratchet and Clank movies », sur ign.com, 18 avril 2002 (consulté le 29 mai 2017)
23. ↑  « Ratchet and Clank - Caractéristiques du jeu », sur jeuxvideo.com (consulté le 14 novembre 2021)
24. ↑  (en) « Ratchet & Clank - PlayStation 2 Releases », sur giantbomb.com (consulté le 14 novembre 2021)
25. ↑  « Ratchet & Clank - Caractéristiques du jeu (PS3) », sur jeuxvideo.com (consulté le 15 novembre 2021)
26. ↑  « Ratchet & Clank - Caractéristiques du jeu (PS Vita) », sur jeuxvideo.com (consulté le 15 novembre 2021)
27. ↑  (en) « Ratchet & Clank Triple Pack », sur gamespot.com (consulté le 28 février 2014)
28. 1 2 3  (en) Michael Cooper, « Ratchet & Clank Review », sur CVG, 11 novembre 2002 (consulté le 20 août 2012)
29. ↑  (ja) « PlayStation 2 - Ratchet & Clank », Famitsu, no 915,‎ 30 juin 2006, p. 83
30. ↑  Laurent Defrance, Ratchet and Clank : Addiction au boulon, novembre 2002, Jeux vidéo Magazine no 26, p. 48-50.
31. 1 2 3  (en) Kristan Reed, « Ratchet & Clank Review », sur Eurogamer, 11 novembre 2002 (consulté le 20 août 2012)
32. 1 2 3 4 5 6  « Test Ratchet & Clank - PlayStation 2 », sur Gamekult, 11 novembre 2002 (consulté le 20 août 2002)
33. 1 2 3  (en) Jeff Gerstmann, « Ratchet & Clank Review », sur GameSpot, 1er novembre 2002 (consulté le 21 août 2012)
34. 1 2 3  (en) Benjamin Turner, « Ratchet & Clank (PS2) », sur GameSpy, 13 novembre 2002 (consulté le 20 août 2012)
35. 1 2 3  (en) Douglass C. Perry, « Ratchet & Clank PlayStation 2 », sur uk.ps2.ign.com, 4 novembre 2002 (consulté le 21 août 2012)
36. 1 2 3 4 5 6  « Test de Ratchet & Clank », sur Jeuxvideo.com, 7 novembre 2002 (consulté le 21 août 2012)
37. ↑  (en) « Ratchet & Clank », sur Metacritic (consulté le 21 août 2012)
38. ↑  (en) Ricardo Torres, « Ratchet & Clank Updated Preview », sur GameSpot, 15 octobre 2002 (consulté le 21 août 2012)
39. ↑  (en) Colin Campbell et Joe Keiser, « THE TOP 100 GAMES OF THE 21st CENTURY », sur next-gen.biz, 29 juillet 2006 (consulté le 15 novembre 2021)
40. ↑  (en) « Sitting out merger-go-round », The Los Angeles Times,‎ 26 novembre 2007, p. 29 (lire en ligne)
41. ↑  (en) « Interactive Achievement Awards 2003 », sur interactive.org (consulté le 27 août 2012)
42. ↑  Nicolas Verley, « Les PlayStation Awards 2003 », sur gamekult.com, 29 juillet 2003 (consulté le 27 août 2012)
43. ↑  « Ratchet and Clank 2 », sur jeuxvideo.com
44. ↑  « Ratchet and Clank 3 », sur jeuxvideo.com
45. ↑  « Ratchet : Gladiator », sur jeuxvideo.com
46. ↑  « Secret Agent Clank », sur jeuxvideo.com
47. ↑  « Ratchet and Clank : la taille, ça compte », sur jeuxvideo.com
48. ↑  « The Ratchet & Clank Trilogy - Test », sur Jeuxvideo.com, 23 mai 2012 (consulté le 28 août 2012)
49. ↑  « Ratchet and Clank 2016 », sur jeuxvideo.com
50. ↑  Ratchet & Clank film sur imdb.com